# إليزابيث ساباديتش وولف
إليزابيث سابادتش-وولف (مواليد 1971) هي ناشطة نمساوية في مجال مكافحة الجهاد، وناشطة في مجال حقوق الإنسان وحرية التعبير. كانت صاحبة الدعوى في قضية استئناف خطاب الكراهية ضد النمسا المرفوعة أمام المحكمة الأوروبية لحقوق الإنسان، بعد أن تمت إدانتها بـ "ازدراء العقائد الدينية". قبل انخراطها في حركة مكافحة الجهاد، شغلت مناصب في السفارات النمساوية في الكويت وليبيا، وفي وزارة الخارجية النمساوية.

## السيرة الذاتية

### حياتها
هي ابنة دبلوماسي نمساوي، وتقول إن اهتمامها بالإسلام بدأ بعد "تعرضها للإسلام منذ الطفولة المبكرة" و"مواجهتها للحياة تحت الشريعة". قضت معظم حياتها في دول إسلامية، بداية في إيران حتى الثورة الإسلامية عام 1979. بعدها عادت أسرتها إلى النمسا، قبل الانتقال إلى مدينة شيكاغو، حيث أتمّت معظم تعليمها المدرسي. عملت في السفارة النمساوية في الكويت وقت الغزو العراقي للكويت عام 1990. ثم عادت إلى النمسا، قبل أن تنتقل مجددًا إلى الكويت، ثم ذهبت للعمل في ليبيا عام 2000. عادت إلى النمسا عام 2001 بعد هجمات 11 سبتمبر، وكانت قد حصلت على درجة الماجستير في الدراسات الدبلوماسية والاستراتيجية عام 2006. في عام 2007 تواصل معها حزب الحرية النمساوي لإعداد ندوة عن الإسلام، قامت بتدريسها لمدة عامين.

### قضية خطاب الكراهية
في عام 2009، تسلل صحفي متخفٍّ من مجلة "نيوز" إلى إحدى ندواتها وقام بتسجيلها، مما أدى إلى توجيه تهمة خطاب الكراهية إليها. في عام 2011 أدانتها محكمة فيينا بـ "ازدراء العقائد الدينية" بسبب وصفها النبي محمد بأنه شخص ذو ميول غير لائقة مع الأطفال. تم تأييد الحكم من قبل المحكمة العليا في النمسا عام 2014. استأنفت الحكم أمام المحكمة الأوروبية لحقوق الإنسان، التي قضت عام 2018 بأن خطابها لا يندرج ضمن حرية التعبير، رغم أنها استندت في أقوالها إلى نصوص إسلامية تتحدث عن زواج النبي محمد من زوجته عائشة وهي في سن التاسعة حين كان عمره 54 عامًا. ووفقًا للكاتب بروس باوَر، فإن البحث عن أي ذكر للحكم الأصلي للاستئناف في أي صحيفة في العالم الغربي لم يسفر عن أي نتيجة، رغم أن الكاتب ويليام كيلباتريك وصف القضية بأنها "حدث محوري في الفقه القانوني الأوروبي الحديث" وضع "مبادئ الشريعة فوق حق حرية التعبير". تناولت القضية منصات أمريكية مثل فرونت بيج ماغازين، وجهاد ووتش، ومركز السياسات الأمنية، ومعهد غيتستون، مما جعلها شخصية بارزة في حركة مكافحة الجهاد.

## أنشطة أخرى
نشطت سابادتش-وولف في حركة المواطنين "باكس يوروبا"، والتحالف الدولي للحريات المدنية، وجمعية الأكاديميين في فيينا، ومنظمة "أكت فور أمريكا". وفي هذا الإطار، كانت ضمن وفد عمل على "مواجهة الإسلام" في منظمة الأمن والتعاون في أوروبا. شاركت في جميع مؤتمرات مكافحة الجهاد الدولية السنوية من 2007 حتى 2013، وظهرت كثيرًا على مدونة "غيتس أوف فيينا" في قسم بعنوان "صوت إليزابيث".
حصلت على دعم في الأوساط المحافظة في الولايات المتحدة، وظهرت في مؤتمر العمل السياسي المحافظ (CPAC) عام 2010 ضمن لجنة نظمتها مبادرة الدفاع عن حرية أمريكا. كما كانت جزءًا من وفد حزب الحرية النمساوي بقيادة هاينز-كريستيان شتراخه الذي زار إسرائيل في العام نفسه، وتحدثت هناك إلى جانب خيرت فيلدرز بدعوة من عضو الكنيست السابق إليعازر كوهين. في عام 2011 التقطت صورًا مع دونالد ترامب وفرانك غافني خلال إطلاق منظمة "ذي يونايتد ويست" في فلوريدا. وفي عام 2013 سافر عدد من أعضاء الكونغرس الجمهوريين مثل لويس غومرت، وميشيل باكمان، وروبرت بيتنغر، وستيف كينغ إلى النمسا لإبداء دعمهم لها. وفي عام 2017 دُعيت للقاء وزير خارجية كانساس ومستشار ترامب كريس كوباش، وألقت كلمة في تجمع مؤيد لترامب في دنفر، كولورادو. وفي عام 2016، حصلت على لقب فارس من فرسان مالطا. كما أجرت مقابلات حول قضيتها مع جينين بيرو، وتعاونت مع كاتي هوبكنز في برنامج "كاتي وذَا وولف".
في عام 2019، نشرت كتابها "الحقيقة ليست دفاعًا"، وهو مذكرات عن قضيتها القانونية وحياتها في البلدان الإسلامية، وضم "تحليلات خبراء" من روبرت سبنسر، وكلير إم. لوبيز، وستيفن كوفلين، وكريستيان تسايتس، وهنريك آر. كلاوزن، وكريستين بريم. وفي عام 2023 صدر نسخة منقحة ومحدثة بعنوان "الحقيقة كانت جريمتي: حياة في الدفاع عن الحرية".

## المؤلفات
- الحقيقة ليست دفاعًا. نيو إنجليش ريفيو برس. 2019. ISBN 9781943003303
- الحقيقة كانت جريمتي: حياة في الدفاع عن الحرية. 2023. ISBN 9798854860260

## روابط خارجية
- هذه المقالة لا تملك بيانات على ويكي بيانات